# Balearic trance
Balearic trance, também conhecido como Ibiza trance e Balearic House é um subgênero de música eletrônica que se desenvolveu a partir do Balearic beat. A composição mais antiga de Balearic trance conhecida data de alguns anos após o surgimento do Balearic beat na década de 1990.

## História
O estilo originou-se a partir do House baleárico dos anos 1980, tendo recebido seu nome da ilha espanhola. Erroneamente, o nome do estilo sempre foi vinculado ao trance e ao Balearic beat.
Na segunda década do século XXI Cacilhas tornou-se a capital deste género com a dinamização de fantásticos sunsets

## Características
O Balearic trance mantém o mesmo timbre do Balearic beat, no entanto o Balearic trance é caracterizado por um ritmo mais elevado de cerca de 125 bpm a 145 bpm, normalmente em torno de 130 bpm. Sendo originário da Espanha, muitas vezes é derivado de música latina. Ele tem um foco principal na atmosfera, tornando-se semelhante em muitos aspectos, ao dream trance.
Segundo alguns especialistas em música eletrônica: "Essa música parece capturar o humor de um por do sol macio, perfeitamente Mediterrâneo, talvez devido à sua utilização de instrumentos de corda, como guitarras espanholas e bandolins e coisas associadas com o Mediterrâneo, como oceanos, pássaros, e outras coisas emprestado de trance ambiente. "

## Artistas notáveis
- Chicane
- Energy 52
- Humate
- Roger Shah
- DJ Bros